# Żdanowskij (obwód czelabiński)
Żdanowskij (ros. Ждановский) – osiedle w Rosji, w obwodzie czelabińskim, w rejonie kizilskim. W 2010 liczyło 215 mieszkańców.